# Mo Williams
Maurice "Mo" Williams (Jackson, Misisipi; 19 de diciembre de 1982) es un exjugador y entrenador de baloncesto estadounidense que disputó 13 temporadas en la NBA. Desde 2022 ejerce como entrenador en los Jackson State Tigers de la División I de la NCAA. Con 1,85 metros de altura, jugaba en la posición de base.

## Carrera deportiva

### Universidad
Williams asistió a la Universidad de Alabama y se unió al equipo de baloncesto bajo las órdenes del entrenador Mark Gottfried. 
En 2002, en su año freshman, comenzó como base titular y promedió 10,4 puntos y 4,5 asistencias, ayudando a los Crimson Tide a conseguir un récord de 27–8, un 17–0 en casa y el título de conferencia. 
Al año siguiente lideró al equipo en puntos y asistencias, siendo incluido en el tercer mejor equipo de la SEC.
Tras dos temporadas, decidió renunciar a sus dos años restantes y presentarse al draft de la NBA.

#### Estadísticas
| Año     | Equipo  | PJ | PT | MPP  | %TC  | %3P  | %TL  | RPP | APP | ROB | TPP | PPP  |
| ------- | ------- | -- | -- | ---- | ---- | ---- | ---- | --- | --- | --- | --- | ---- |
| 2001–02 | Alabama | 35 | 35 | 32.0 | .376 | .262 | .857 | 3.9 | 4.5 | 1.7 | .1  | 10.4 |
| 2002–03 | Alabama | 29 | 29 | 35.8 | .431 | .317 | .838 | 3.9 | 3.9 | 1.2 | .2  | 16.4 |
| Total   | Total   | 64 | 64 | 33.7 | .405 | .294 | .847 | 3.9 | 4.2 | 1.5 | .1  | 13.1 |

### Profesional

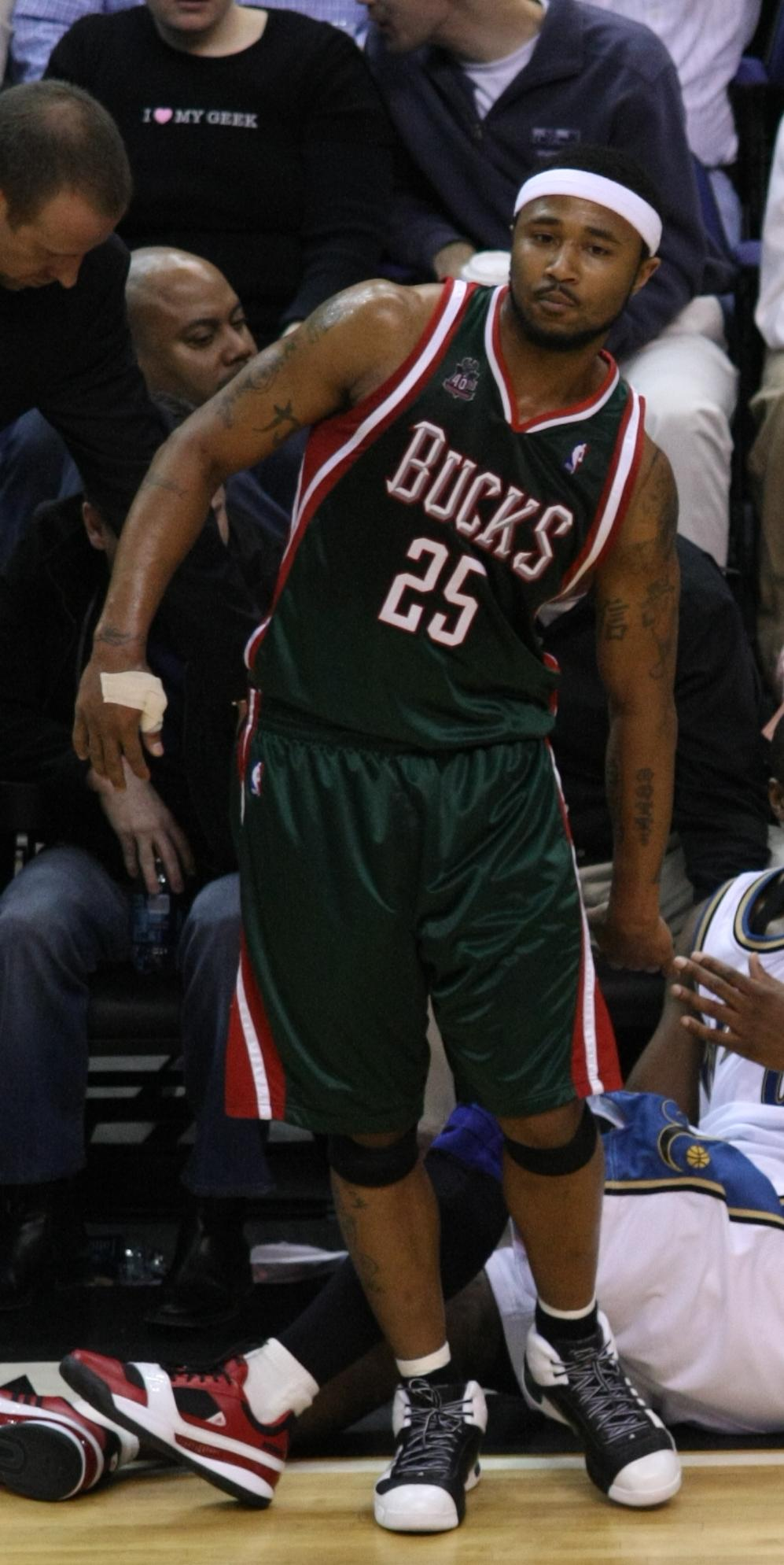
Williams con los Bucks en 2008.

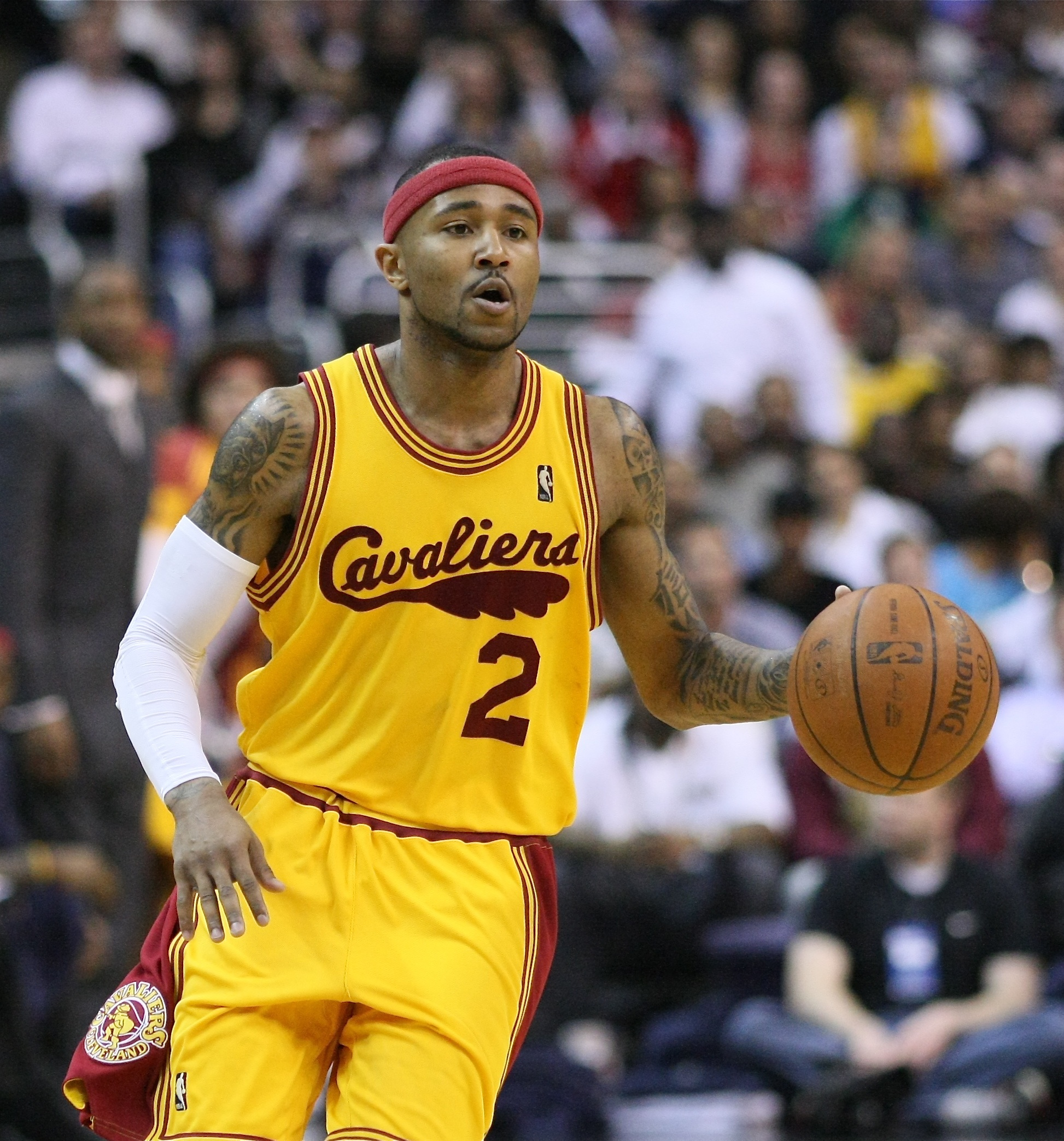
Williams con los Cavs en 2009.

Williams fue seleccionado por los Utah Jazz en el puesto número 37 de la segunda ronda del Draft de la NBA de 2003. Hizo un promedio de 5 puntos y 1,3 asistencias para los Jazz en su primera temporada.
El 21 de agosto de 2004 firma como agente por Milwaukee Bucks. Ahí llenó el vacío dejado por T.J. Ford, quien se encontraba lesionado, promediando 10,2 puntos y 6,1 asistencias durante la temporada 2004-05. En su nuevo papel como titular de unos ascendentes Bucks, desarrolló un buen juego incluyendo varias canastas ganadoras durante la temporada 2005-06.
Tras cuatro temporadas como titular en Milwaukee, el 13 de agosto de 2008, es traspasado a los Cleveland Cavaliers en un intercambio entre tres equipos. Un traspaso visto con escepticismo al principio, pues no estaba claro si se compenetraría bien con LeBron James, la estrella del equipo de Ohio. Sin embargo, no solo lo hizo, sino que gracias a ese traspaso los Cavaliers alcanzaron el mejor récord de la temporada 2008/09 en la NBA. Williams fue llamado además a participar en el All-Star Game del 2009 en Phoenix.
Durante su tercera temporada en Cleveland, el 24 de febrero de 2011 es traspasado junto a Jamario Moon a Los Angeles Clippers a cambio de Baron Davis.
El 29 de junio de 2012 es traspasado a Utah Jazz en un intercambio entre cuatro equipos.
El 8 de agosto de 2013 firma como agente libre con  Portland Trail Blazers.
El 30 de julio de 2014, firmó un contrato para jugar con los Minnesota Timberwolves por un año y 3,75 millones de dólares.
El 13 de enero de 2015, Williams registró un récord personal en anotación con 52 puntos en la victoria 110-102 contra los Indiana Pacers, superando el récord de anotación en un partido de la franquicia anteriormente establecido por Kevin Love y Corey Brewer. El 10 de febrero de 2015 es traspasado junto a Troy Daniels a Charlotte Hornets a cambio de Gary Neal.
El 10 de julio de 2015 firma con los Cleveland Cavaliers un contrato de dos años y algo más de 4 millones de dólares. Aunque en un principio Williams dijo que la temporada 2016-17 sería su última, el 26 de septiembre de 2016 anunció que se retiraría de la NBA. Sin embargo, nunca llegó a firmar su renuncia por lo que siguió perteneciendo a la plantilla de los Cavs.
Durante la 2016-17 no llegó a disputar ningún encuentro con los Cavs, por lo que el 7 de enero de 2017 fue traspasado a Atlanta Hawks junto a Mike Dunleavy Jr. y una futura selección de primera ronda del draft, a cambio de Kyle Korver. Desde ese momento pasó por varios equipos en los que fue cortado, siendo el último movimiento, el 23 de enero de 2017, con los Denver Nuggets.

### Entrenador
En mayo de 2018, Williams fue nombrado técnico asistente de Cal State Northridge Matadors, lo que corroboró su retirada como jugador.
Dos años después, en mayo de 2020, se convirtió en entrenador principal de Alabama State Hornets. Estuvo en el puesto dos temporadas, hasta su renuncia el 9 de marzo de 2022. Cinco días después, el 14 de marzo, firma como técnico principal de los Tigers de la universidad de Jackson State, reemplazando a Wayne Brent.

## Estadísticas de su carrera en la NBA
|  | Denota temporadas en las que ganó un Campeonato de la NBA |

### Temporada regular
| Año      | Equipo        | PJ  | PT  | MPP  | %TC  | %3P  | %TL  | RPP | APP | ROB | TPP | PPP  |
| -------- | ------------- | --- | --- | ---- | ---- | ---- | ---- | --- | --- | --- | --- | ---- |
| 2003-04  | Utah          | 57  | 0   | 13.5 | .380 | .256 | .786 | 1.3 | 1.3 | .5  | .0  | 5.0  |
| 2004-05  | Milwaukee     | 80  | 80  | 28.2 | .438 | .323 | .850 | 3.1 | 6.1 | .9  | .1  | 10.2 |
| 2005-06  | Milwaukee     | 58  | 12  | 26.4 | .424 | .382 | .850 | 2.5 | 4.0 | .9  | .1  | 12.1 |
| 2006-07  | Milwaukee     | 68  | 68  | 36.4 | .446 | .346 | .855 | 4.8 | 6.1 | 1.2 | .1  | 17.3 |
| 2007-08  | Milwaukee     | 66  | 66  | 36.5 | .480 | .385 | .856 | 3.5 | 6.3 | 1.2 | .2  | 17.2 |
| 2008-09  | Cleveland     | 81  | 81  | 35.0 | .467 | .436 | .912 | 3.4 | 4.1 | .9  | .1  | 17.8 |
| 2009-10  | Cleveland     | 69  | 68  | 34.2 | .442 | .429 | .894 | 3.0 | 5.3 | 1.0 | .3  | 15.8 |
| 2010-11  | Cleveland     | 36  | 34  | 29.6 | .385 | .265 | .833 | 2.7 | 7.1 | .9  | .3  | 13.3 |
| 2010-11  | L.A. Clippers | 22  | 22  | 32.9 | .422 | .398 | .880 | 2.5 | 5.6 | .9  | .0  | 15.2 |
| 2011-12  | L.A. Clippers | 52  | 1   | 28.3 | .426 | .389 | .900 | 1.9 | 3.1 | 1.0 | .1  | 13.2 |
| 2012-13  | Utah          | 46  | 46  | 30.8 | .430 | .383 | .882 | 2.4 | 6.2 | 1.0 | .2  | 12.9 |
| 2013-14  | Portland      | 74  | 0   | 24.8 | .417 | .369 | .876 | 2.1 | 4.3 | .7  | .1  | 9.7  |
| 2014-15  | Minnesota     | 41  | 19  | 28.0 | .403 | .347 | .851 | 2.4 | 6.4 | .7  | .2  | 12.2 |
| 2014-15  | Charlotte     | 27  | 14  | 30.8 | .390 | .337 | .892 | 2.8 | 6.0 | .6  | .2  | 17.2 |
| 2015-16  | Cleveland     | 41  | 14  | 18.2 | .437 | .353 | .905 | 1.8 | 2.4 | .3  | .1  | 8.2  |
| Total    | Total         | 818 | 525 | 29.2 | .434 | .378 | .871 | 2.8 | 4.9 | .9  | .1  | 13.2 |
| All-Star | All-Star      | 1   | 0   | 17.0 | .500 | .400 | .000 | 2.0 | 5.0 | .0  | .0  | 12.0 |

### Playoffs
| Año   | Equipo        | PJ | PT | MPP  | %TC  | %3P  | %TL  | RPP | APP | ROB | TPP | PPP  |
| ----- | ------------- | -- | -- | ---- | ---- | ---- | ---- | --- | --- | --- | --- | ---- |
| 2006  | Milwaukee     | 5  | 0  | 15.0 | .500 | .182 | .000 | .6  | 2.0 | .2  | .0  | 7.2  |
| 2009  | Cleveland     | 14 | 14 | 38.6 | .408 | .372 | .767 | 3.2 | 4.1 | .7  | .1  | 16.3 |
| 2010  | Cleveland     | 11 | 11 | 37.4 | .409 | .327 | .804 | 3.1 | 5.4 | .6  | .2  | 14.4 |
| 2012  | L.A. Clippers | 11 | 0  | 20.8 | .436 | .364 | .923 | .8  | 1.4 | .6  | .4  | 9.6  |
| 2014  | Portland      | 8  | 0  | 23.4 | .373 | .238 | .909 | 1.5 | 1.9 | .4  | .0  | 7.4  |
| 2016  | Cleveland     | 13 | 0  | 5.2  | .286 | .231 | .500 | 0.5 | 0.2 | .3  | .0  | 1.5  |
| Total | Total         | 62 | 25 | 24.4 | .409 | .330 | .809 | 1.5 | 2.6 | .5  | .1  | 9.8  |

## Logros y reconocimientos
Universidad
- SEC Freshman of the Year (2002)
- Third-team All-SEC (2003)
- Third-team Parade All-American (2001)
- Mississippi Mr. Basketball (2001)

NBA
- Campeón de la NBA (2016)
- 1 vez All-Star de la NBA (2009)

### Partidos ganados sobre la bocina
|      | con Milwaukee Bucks          |
|      | con Cleveland Cavaliers      |
|      | con Utah Jazz                |
| (PO) | Denota un partido de PlayOff |

| Número | Tiro               | Margen | Resultado | Oponente           | Fecha                   |
| ------ | ------------------ | ------ | --------- | ------------------ | ----------------------- |
| 1      | Tiro de tres       | -2     | 102-103   | Indiana Pacers     | 12 de noviembre de 2005 |
| 2      | Tiro de tres       | Empate | 105-102   | Washington Wizards | 2 de diciembre de 2005  |
| 3      | Tiro en suspensión | Empate | 81-83     | Milwaukee Bucks    | 24 de noviembre de 2010 |
| 4      | Tiro de tres       | Empate | 96-99     | San Antonio Spurs  | 12 de diciembre de 2012 |